# Dobra (gmina w rejencji opolskiej)
Dobra (niem. Amtsbezirk Dobrau) – zbiorowa gmina wiejska (Amtsbezirk) w powiecie prudnickim, rejencji opolskiej. Funkcjonowała w latach 1874–1945 w Rzeszy Niemieckiej. Siedzibą gminy była Dobra (Dobrau).
Gminę Dobra utworzono 1 maja 1874 na obszarze powiatu prudnickiego. Powstała z obszaru gromad Dobra, Zbychowice (Carlshof-Seherrswald), Komorniki (Komornik), Łowkowice (Lobkowitz) i Steblów (Stöblau). Pierwszym administratorem okręgu został Hermann von Seherr-Thoß zamieszkały w Dobrej.
1 stycznia 1908 gmina obejmowała gromady: Dobra, Komorniki, Łowkowice i Steblów. 28 lipca 1936 nazistowska administracja III Rzeszy wprowadziła nową nazwę gminy – Amtsbezirk Burgwasser.
Jednostka przetrwała do 1945 roku. Po II wojnie światowej została zniesiona. Władze polskie nie odtworzyły gminy w reaktywowanym powiecie prudnickim.